# Andrzej Żurawski
Andrzej Żurawski (1959) è un ex cestista polacco.

## Carriera
Con la Polonia ha disputato i Campionati europei del 1985.